# シービー

シービーの公式ロゴ。アメリカ式の水兵帽を被り、袖に兵曹（下士官）の階級章を付けたマルハナバチが自動銃を構え、工具を携えている

シービー (United States Navy Seabee) は、アメリカ海軍の建設工兵隊。戦場における基地や道路の建設、防衛が任務。Seabeeは、もともとConstruction Battalion（建設大隊）の省略形であるCB、および蜂 (Bee) のように働き者であるということから海の蜂(Seabee)として語呂を合わせたもの。Sea Beeの表記も見かけるが、正式にはSeabeeは一語である。
公式モットーはConstruimus, Batuimus（「われわれは建て、戦う」）。最もよく知られた非公式モットーは"Can do!"（「やればできる」）である。

## 概要

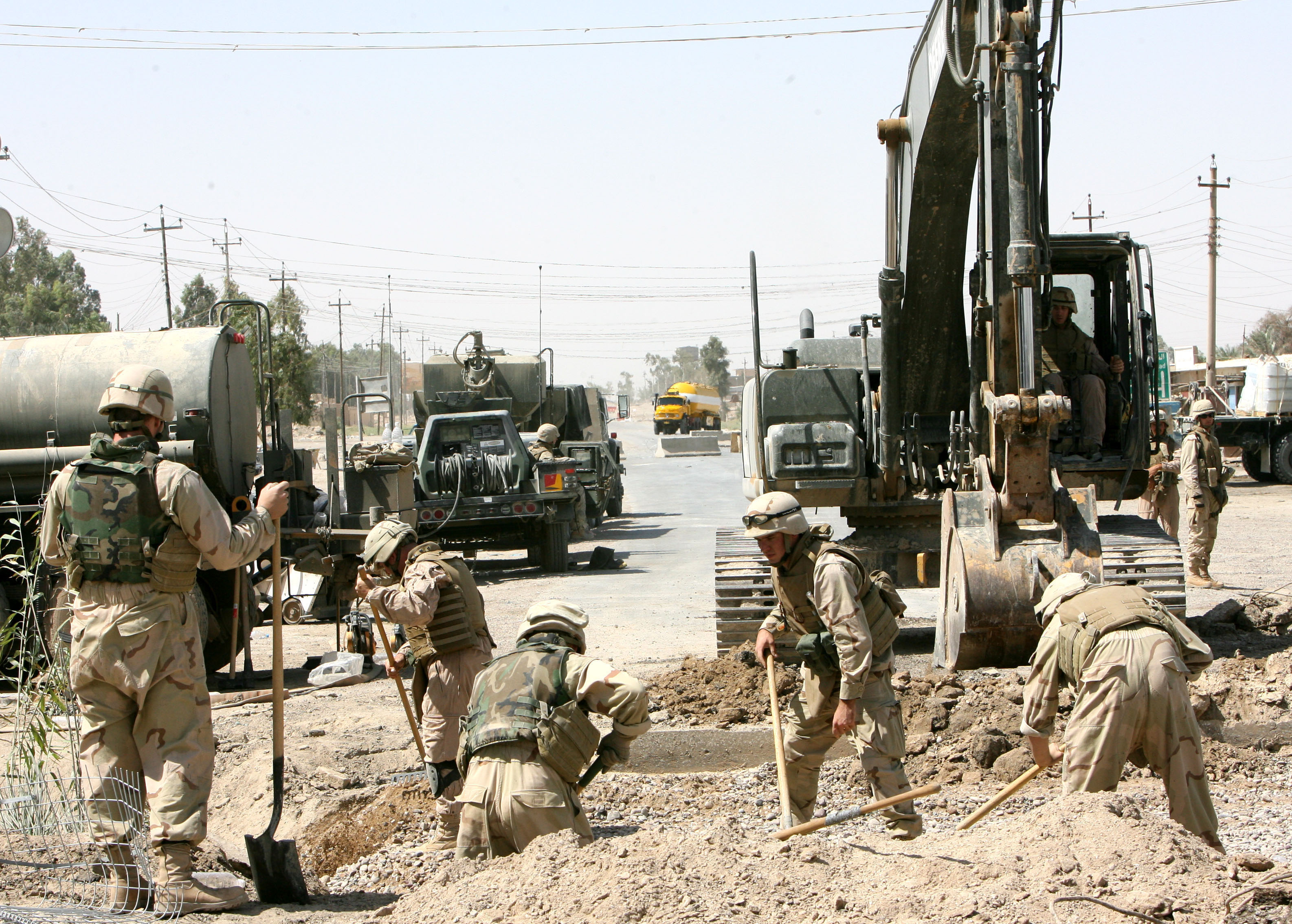
イラクのファルージャで橋の修復作業に当たる第40海軍機動建設大隊の隊員

1941年に、アメリカ海軍造修局（Bureau of Yards and Docks）長だったベン・モレール少将が、第二次世界大戦を目前にして発案した海軍建設大隊がシービーの原点である。これが真珠湾攻撃によって、アメリカの参戦がきまったことにより具現化し、シービーが設立された。
正式な編制命令は12月28日付であった。もともとアメリカ海軍関係の土木・建設工事を行っていたのは軍の監督を受ける民間組織であったため、前線での作業には文民の戦闘参加を禁じる国際法違反の懸念があった。これらの組織に、戦時にどのような身分を与えるかについては、各部署で盛んな議論があったが、モレール少将の働きかけによって1942年3月19日にシービーの構成員を軍人とする事が決定された。第二次世界大戦時、シービーは325,000人を超える人員を擁していた。戦後も、朝鮮戦争やベトナム戦争などに参加した。
シービーは海軍の管轄下に置かれており、本来は軍港・飛行場の建設や修理、艦艇の造修が目的で発足したのだが、近年では主に陸上での作戦に用いられる。実際シービーの隊員の訓練のほとんどは陸軍や海兵隊とともに行われる。イラク、アフガニスタンには多くのシービーが海兵隊の支援部隊として派遣されており、基地、道路、病院や学校の建設、修理を行っている。
本拠地は西海岸がカリフォルニア州のポートワイニミ（Port Hueneme）、東海岸がミシシッピ州のガルフポート。

## 第二次世界大戦中のシービー

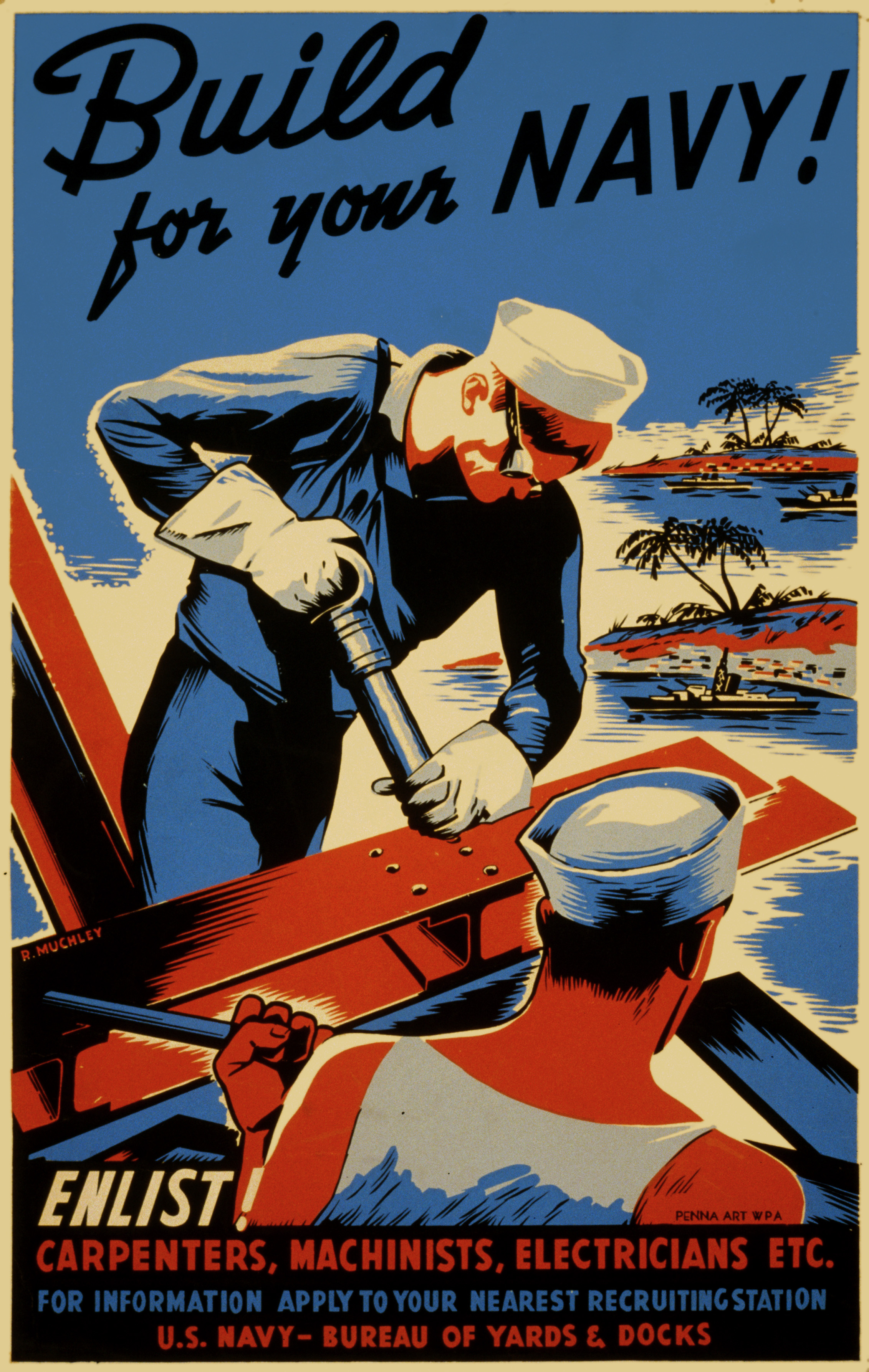
第二次世界大戦中の志願者を募集するポスター

設立当初のシービー隊員は、まったくの新兵ではなく、土木・建設作業に熟練した志願者から選抜された。このため、肉体的な選抜基準は軍の通常の部隊よりも緩く、年齢制限も18-50歳までと幅広くとられた。最初の大隊には60歳を超える隊員も数名おり、初期の部隊の平均年齢は37歳であった。1942年12月になると、志願者による編成は中止され、徴兵者の中から選抜して部隊を編成することとなり部隊の平均年齢は低下した。
平均的な訓練課程では、新兵はまずヴァージニア州ヨーク郡のキャンプ・アレン（後にキャンプ・ピアリーに移転）にある基礎訓練所で戦闘訓練と設営訓練を3週間受け、さらにキャンプ・ブラッドフォードで6週間の専門的な設営訓練を受けた。
第二次世界大戦中のシービーの基本編成は大隊編成で、建設作業を行う4個中隊と大隊本部からなり、総員はおよそ1,100名ほどであった。各隊には土木・建設に関する約60の職種が配属されており、多様な作業に従事することができた。また通常の建設大隊に加えて、戦闘地域での船舶荷役を行う特別大隊（special construction battalion）、 基地の保守を行う基地保守隊（construction battalion maintenance unit）、挺身破壊部隊などがあった。
シービーは大戦を通じて各地で多大な活躍を示した。大西洋戦域ではカリブ海の島嶼から、ニューファンドランド、北アイルランド、アイスランド、グリーンランドの各地に海軍基地と飛行場を建設し、輸送船団が絶え間ない護衛を受けられる素地をつくり大西洋の戦いにおける勝利に貢献した。また、北アフリカでのトーチ作戦、シチリア島でのハスキー作戦、そしてノルマンディー上陸作戦といった各地の揚陸作戦で、上陸した部隊の補給を支える港湾施設の建設・修理に当たった。
太平洋戦域においても、多数の海軍基地・飛行場を建設、また損害を受けた施設の復旧に従事し、ソロモン諸島の戦いとニューギニアの戦いでの連合軍の勝利に大きく貢献している。

## 現在のシービー
現在のシービーは、軍艦組、パイロット組など他の海軍組織と同様、士官、下士官、兵からなる。一般にアメリカ海軍の兵（給与等級・以下同じ：E3～E1）はSeamanと呼ばれるが、シービーにおいて兵にあたる階級はConstructionmanと呼ばれる。シービーの士官(Officers、O9～O1)は主にCEC（Civil Engineering Corps、技士・建築士からなる将校団）から構成される。CEC以外に軍医（Medical Corp）、主計士官（Supply Corp）、従軍聖職者（Chaplin）などの士官がシービーの部隊では補助的な役割を果たす。下士官（Chiefs、Petty Officers、E9～E4）および兵（Constructionman、E3～E1）には他の海軍の組織と同様Ratingと呼ばれる専門職があり、これらは建築、建設、土木工事の職種によって現在は7種類ある。

### シービー下士官、兵の職種（Seabee Ratings）
- BU(Builder・大工)
- CE(Construction Electrician・電気設備士)
- CM(Construction Mechanic・重機、車両整備士)
- EA(Engineering Aid・測量、設計士)
- EO(Equipment Operator・重機運転士)
- SW(Steel Worker・鉄工)
- UT(Utilities Man・水道、配管工)

### シービーの編制
一般にひとつのシービーの部隊は大隊編制をとっており。仕事の効率を図るため４つ以上の中隊（Company）に分かれている。
- A中隊（A-Company）　車両、重機を扱う。主にCMとEOからなる
- B中隊（B-Company）　基地内の事業全般を担当
- C中隊（C-Company）　一般建設、建築を担当
- D中隊（D-Company）　同じく一般建設、建築を担当
- 本部中隊あるいはH中隊（Head Quarter・H-Company）　事務職、医療、物資支援など。たとえばHM（Hospital Corpsman、衛生兵)、RP(Religious Personnel、聖職者)、YN(Yeomen、書記)などシービーの専門職種以外の職種に就く下士官、兵はすべてここに所属する。シービーの専門職種ではEAがH中隊に所属する。普通の一中隊は100名前後でそれぞれ土木士官（CEC Officer）が一人ずつ割り当てられる。C中隊以降は基本的に全て一般建設中隊。

現在のシービーは大隊の本体がある場所にとどまり、そこから中隊を各地に派遣して事業を行う形式をとる。基本的にA、BそしてH中隊が基地に残り、C中隊および残りの中隊がA中隊から重機および運転士、整備士。そしてH中隊から軍医などを必要に応じて調達した上で各地に散らばる。B中隊が基地内のメンテナンスのみならず一般建設を行う場合はB/C中隊と名前を変えることもある。
シービーの下士官の呼称だが、たとえばSmith氏はシービーの下士官で階級はPetty Officer 2nd Class（E-5・二等兵曹）、そして職種はBuilderだとする。この場合Smith氏はBuilder 2nd Class Smith、あるいはBU2 Smithと表記される。

## シービーの訓練

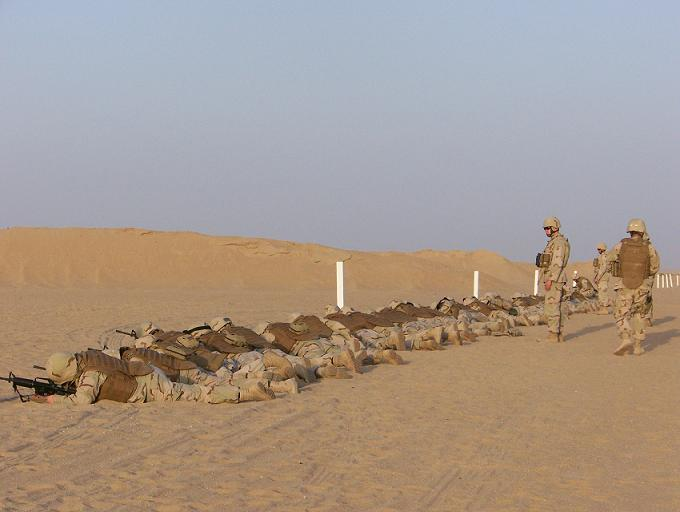
イラク派遣前に射場で訓練を受ける第15海軍機動建設大隊の隊員

シービーの士官（この場合CEC、土木工士官）は、通常四年制大学で土木建築、あるいは建築学の学士課程以上を修めた者がフロリダ州ペンサコラにある海軍士官訓練所(Officer Candidate School)で約4ヶ月の訓練を受けた後に各部隊に配備される。海軍士官学校(United States Naval Academy)出身者、あるいは海軍予備士官訓練課程（NROTC）修了者はこの海軍士官訓練所にいかなくてもよい。下士官、水兵は約8週間の海軍の基礎訓練（ブートキャンプ）の後、専門職ごとに特別訓練所（'A'school）に派遣され、そこでシービーとしての専門技術を学んだ後に各部隊に配備される。この特別訓練所の期間は職種によって6週間から15週間と開きがある。
SeRT
部隊配備後は士官、下士官、水兵に関係なく全員SeRTと呼ばれるトレーニングをこなす。これは射撃、パトロール、護送(コンボイ)、そして毒ガス、生物兵器対策と言った陸上での戦闘技術を3週間にわたって訓練する。SeRTを経た後、世界各地へ派遣される。SeRTは非常に重要な訓練で、シービー隊員は新兵から引退間近のベテランまで毎年必ず一度はこの訓練を行わなければならない。
FEX(Field Exercise)
部隊配備後FEXが毎年行われる（予備役は4年に一度）。これは陸軍歩兵、あるいは陸軍州兵の訓練に近いもので、基本装備および軍用携帯食のみで森林、あるいは砂漠で２～3週間生活する自然界でのサバイバル訓練。湿気と猛暑のキャンプ・シェルビーあるいは日夜の気温差が激しいフォート・ハンターリゲットで行われることが多い。
SCWS
SCWSはSeabee Combat Warfare Specialistの略。米海軍独特のシステムでSS(Submarine Warfare)やAW(Aviation Warfare)と並ぶWarfare Qualificationのひとつ。SCWS資格に合格してはじめて一人前のシービーとみなされ、BU2(SCW) Smithのように階級呼称のすぐあとに(SCW)がつき、Seabee Combat Warfareのバッジをつけることを許可される。

## 工兵としてのシービー
米4軍は、それぞれ独自の工兵部隊（陸軍の工兵団、空軍のレッドホースなど）を有しているが、海軍のシービーはその実力、評判ともに他から抜きん出ている。イラクやアフガニスタンでは海兵隊の支援部隊として派遣されているが、陸軍や民間企業からも支援を頼まれる。シービーは予備役の隊員を調達し、活用するシステムを早くから作り上げてきた。
予備役は普段は大工や配管工として働いているため、技術的には軍隊で訓練を受けただけの人間よりも高い技術と生産性がある。この予備役兵を現役兵とうまく組み合わせて作業をすすめることがシービーの成功の秘訣といえる。ただしこれらの予備役兵には軍の規律を乱すなどの問題もあり、賛否両論がある。

## 海軍内のシービー
海軍に所属しながら迷彩服を着て陸上戦闘の装備を身にまとい、小銃やグレネードを扱い、そして軍艦に乗ることがないシービーは特殊な存在である。これは海兵隊に近いものだが、現在の海兵隊は海軍とは別の組織という認識が強いのに対し、シービーはれっきとした海軍の組織である。たとえば海兵隊の階級の呼称は陸軍のそれとほぼ同じ(サージェント、プライベートなど)なのに対し、シービーの場合、階級呼称は海軍のまま(ペティオフィサー、シーマンなど)である。
その海軍らしからぬ職務から基地などでシービーは軍艦組から"Go to a different branch"「どこかよその軍（陸軍か海兵隊あたり）に行けよ」と冗談を言われることもあるが、イラク戦争などで実際に戦地で建設、修理、そして戦闘に従事するシービーは海軍内で高く評価されている。
シービー、海兵隊に付随する海軍衛生兵、海軍聖職者らのことを海軍内ではグリーンセイラー（Green Sailor）と呼ぶ。一方で軍艦、潜水艦組はブルーセイラー(Blue Sailor)である。

## 主な装備
- 火器
  - M16ライフル
  - M4カービン銃（予定）
  - M9ピストル
  - M203 グレネードランチャー

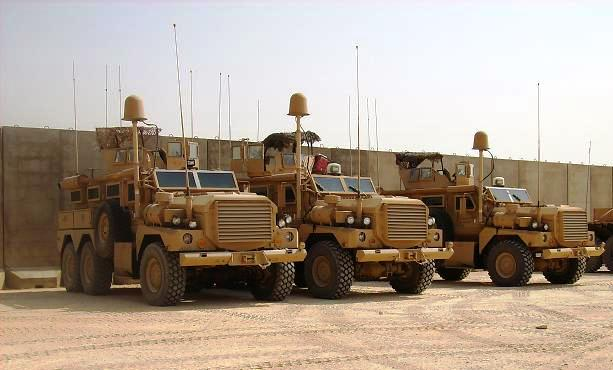
シービーの利用するJERRV

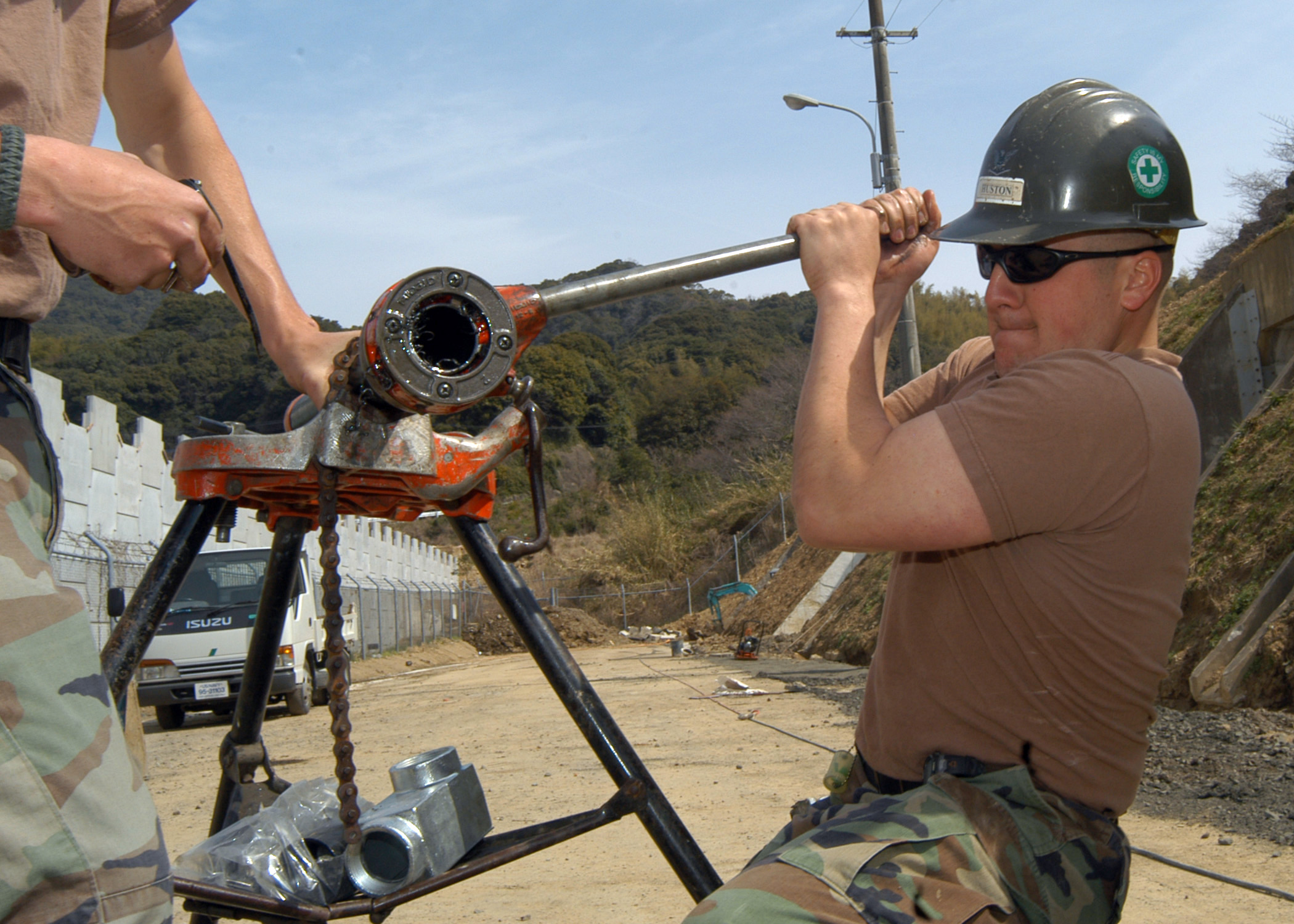
手動パイプマシンによる作業を行うシービー

  - M60中型機関銃（1989年をもって廃止）
  - M240B中型機関銃
  - M2大型機関銃
  - Mk19 自動擲弾銃
  - M500ショットガン
  - M136/AT4携行対戦車弾
  - M224迫撃砲（廃止予定）
  - M18クレイモア地雷
  - 各種手榴弾
- 車両（護送用）
  - JERRV(Joint Engineer Rapid Responce Vehicle)
  - HMMWV高機動多用途装輪車両（ハンヴィー）
  - MTVR (中型戦術車両後継型)
- 工具
  - 民生品の工具を使用するほか、手動式パイプマシンなど電源が確保できない場所でも使える人力工具による訓練が行われている。

## 逸話
- 1942年3月5日にSeabeeの名が正式採用。この日はシービーの誕生日と呼ばれている。
- 1944年に“The Fighting Seabees”という題名のシービーをテーマにした映画が製作された。主演はジョン・ウェイン。

## 人物
- CM3 マービン・シールズ　- 議会名誉勲章受章者
- SW2(DV) ロバート・ステセム　- ベイルートでのTWA847ハイジャック事件の犠牲者。後にパープルハート章（名誉負傷章）およびブロンズスターを受章・受賞。
- エルモア・レナード - 作家

## 注記
1. ↑  各中隊の呼び名はNATOフォネティックコードを使用し、A中隊はアルファ中隊（Alpha Company）、B中隊はブラボー中隊（Bravo Company）、C中隊はチャーリー中隊（Charlie Company）、D中隊はデルタ中隊（Delta Company）、H中隊はホテル中隊（Hotel Company）とそれぞれ呼ばれている